# スーパーフックガール
『スーパーフックガール』(Super Hook Girl)は、九州大学物理研究部(Qpic)が作成し、2015年に公開されたフリーゲームである。本項では、続編作となる『ニュー・スーパーフックガール』と『ニュー・スーパーフックガール ウルトラチャレンジ!!』、スピンオフ作品の『スーパーフックガール外伝 -for Smile Giving Birthday-』、同人サークル『STUDIO HOOKSHOT』についても述べる。

## 概要
片手にフック装置を装着した女の子をマウスで操作し、壁に向かってマウスクリックでフックを発射し、敵や障害物をかわしながら、クリアを目指していく。コースは『にたまごストリート』、『ちくわ炭鉱』、『オーデンロード』の全3ステージ。プレイ中は制限時間付き(プレイ開始時は5分)で、時間内にゴールできなければゲームオーバーとなるが、コースの途中にある時計を取れば時間が増加する。

## ニュー・スーパーフックガール
2016年に公開された続編。本作は新たなアクションとして壁キックが追加。コースは、『スノーマンストリート』、『オリオンオーシャン』、『ブレイブブルースカイ』、『機械仕掛けの空中庭園』、『サイハテギャラクシー』の全5ステージで、今作は前作のような全てのステージを一遍に攻略せず、1つ1つステージをクリアしていく形式となる。前作と同様、制限時間内にゴールできなければゲームオーバーとなるが、制限時間を過ぎても、ミスをするまでは続けてプレイできる。また、一度クリアしたステージは制限時間が無くなる。また今作では、ステージをクリアした際、時間切れになった際、ゲームをクリアした際にツイッターでプレイ報告を投稿できるようになった。

2017年12月23日にv1.2にバージョンアップ。前作の様にプレイ中にカーソルを自由に動かせるようになったほか、一度クリアしたステージにゴーストが現れるようになった。

### キャラクター
フック
身体能力バツグンな今作の主人公。突然行方不明になった憧れの師匠を探すため、旅に出る。
ピック
機械いじりが大好きなフックの妹。しっかり者で、プレイ中に無線機を使ってアドバイスをしてくれる。　
師匠
様々な場所を攻略し、色々な人から尊敬されていた。フックとピックを幼い頃から育て上げていたが、ある日突然行方不明となってしまう。

## ニュー・スーパーフックガール ウルトラチャレンジ!!
現在制作中のシリーズ3作目。

## スーパーフックガール外伝 -for Smile Giving Birthday-
株式会社スマイルブームが開発し、Steamで公開されたゲーム制作ソフト『SMILE GAME BUILDER』で作成され、2017年3月11日に公開されたスピンオフ作品。今作はアクションゲームではなくアドベンチャーゲームとなり、ニュー・スーパーフックガールの主人公であるフックとピックの幼い頃の出来事が描かれている。

### あらすじ・ゲーム内容
ある冬の日、今日は師匠の誕生日であることを知り、フックとピックは慌ててしまう。そこで2人は、師匠の誕生日パーティーを成功させるため、町にいる人と協力し、行動を開始した午前9時から、師匠が帰ってくる午後5時までの8時間の間で、準備を行っていく。午後5時に師匠が帰ってきたときに、どのぐらい準備ができたかでプレイランクが決まる。

## STUDIO HOOKSHOT
フックガールシリーズを制作した元Qpicメンバーによって2019年9月16日に設立。開発チームが大学を卒業し社会人になった事、そして今後の活動のための場を持ち続けていきたいという意思表示のため設立したとのこと。